# Linda Cloutier
Linda Cloutier (* um 1961, verheiratete Linda Marks) ist eine kanadische Badmintonspielerin.

## Karriere
Linda Cloutier gewann nach mehreren Jugend- und Juniorentiteln 1983 ihren ersten nationalen Titel bei den Erwachsenen. Zuvor hatte sie bereits 1982 die French Open und 1983 die Austrian International gewonnen.

## Sportliche Erfolge
| Saison | Veranstaltung                   | Disziplin   | Platz | Name                                   |
| ------ | ------------------------------- | ----------- | ----- | -------------------------------------- |
| 1977   | Kanada: Jugendmeisterschaften   | Damendoppel | 1     | Linda Cloutier / J. Belanger, QC       |
| 1977   | Kanada: Jugendmeisterschaften   | Dameneinzel | 1     | Linda Cloutier, QC                     |
| 1978   | Kanada: Juniorenmeisterschaften | Damendoppel | 1     | Johanne Falardeau / Linda Cloutier, QC |
| 1979   | Kanada: Juniorenmeisterschaften | Damendoppel | 1     | Denyse Julien / Linda Cloutier, QC     |
| 1980   | Kanada: Juniorenmeisterschaften | Dameneinzel | 1     | Linda Cloutier, QC                     |
| 1980   | Weltmeisterschaft               | Dameneinzel | 17    | Linda Cloutier                         |
| 1980   | Weltmeisterschaft               | Damendoppel | 5     | Joanne Falardeau / Linda Cloutier      |
| 1980   | Kanada: Juniorenmeisterschaften | Damendoppel | 1     | C. Allison / Linda Cloutier, ON / QC   |
| 1982   | French Open                     | Damendoppel | 1     | Johanne Falardeau / Linda Cloutier     |
| 1983   | Austrian International          | Damendoppel | 1     | Linda Cloutier / Denyse Julien         |
| 1983   | Weltmeisterschaft               | Mixed       | 9     | Mike Butler / Linda Cloutier           |
| 1983   | Weltmeisterschaft               | Damendoppel | 9     | Linda Cloutier / Denyse Julien         |
| 1983   | Weltmeisterschaft               | Dameneinzel | 33    | Linda Cloutier                         |
| 1983   | Kanada: Einzelmeisterschaften   | Mixed       | 1     | Mark Freitag / Linda Cloutier          |
| 1984   | Kanada: Einzelmeisterschaften   | Dameneinzel | 1     | Linda Cloutier                         |
| 1987   | Kanada: Einzelmeisterschaften   | Damendoppel | 1     | Linda Cloutier / Claire Sharpe         |